# آرتور ادواردز
آرتور ادواردز (به انگلیسی: Arthur Edwards) دریانورد و بازرگان بریتانیایی بود که جهت دریافت اجازه بازرگانی بریتانیایی‌ها در ایران به این کشور سفر کرد. او توانست اجازه تجارت بازرگانان بریتانیایی را از شاه تهماسب بگیرد، هر چند حضور او در ایران مدت چندانی طول نکشید.